# Phryganogryllacris elbenioides
Phryganogryllacris elbenioides är en insektsart som först beskrevs av Heinrich Hugo Karny 1926.  Phryganogryllacris elbenioides ingår i släktet Phryganogryllacris och familjen Gryllacrididae. Inga underarter finns listade i Catalogue of Life.